# Charles de France (1496)
 (août 2013).
Titre
Dauphin de Viennois
8 septembre – 2 octobre 1496
(24 jours)
Charles de France[réf. incomplète], né au château d'Amboise le 8 septembre 1496 et décédé le 2 octobre de la même année, est le deuxième fils de Charles VIII de France et d'Anne de Bretagne.

## Le choix des nourrices
Les nourrices de Charles sont choisies avec soin, puis examinées. Celles qui ne conviennent pas sont renvoyées après un paiement de 20 livres chacune[réf. nécessaire].
C'est le cas de la femme de Thomas Marin, ou celle de Jean Ornuau[réf. nécessaire].

## Mort

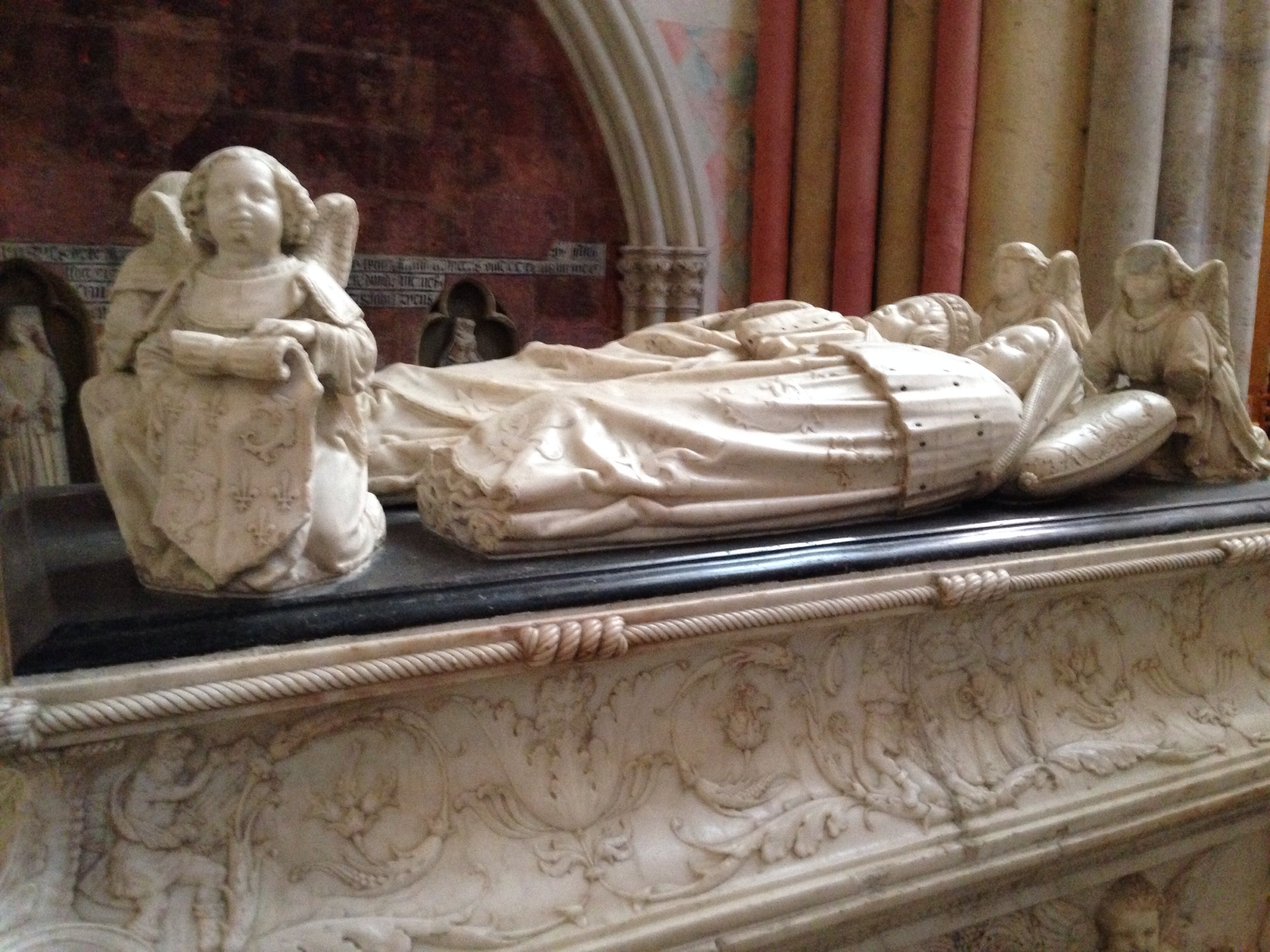
Gisants de Charles et de son frère Charles-Orland, cathédrale Saint-Gatien de Tours.

Moins d'un mois plus tard, le 2 octobre, Charles meurt, à Plessis-lèz-Tours. Comme Charles-Orland, son frère aîné mort à seulement 3 ans, sa mère le fait inhumer non pas à Saint-Denis, dans la sépulture des rois de France et de leur famille, mais dans l'abbatiale Saint-Martin de Tours. Celle-ci ayant été détruite à la Révolution, le tombeau a été déplacé dans la cathédrale Saint-Gatien.
L'auteur du tombeau n'est pas connu. Il est attribué le plus souvent à Michel Colombe pour les gisants, Guillaume Regnault pour les anges et Jérôme Pacherot, artiste italien venu travailler en Touraine après la campagne d'Italie de Charles VIII (1494), pour le décor italianisant de la cuve.

## Sources
- Simone Bertière, Les Reines de France au temps des Valois, Editions de Fallois, 1994.
- Hervé Le Boterf, Anne de Bretagne, France-Empire, 1994.